# Ci vediamo in TV
Ci vediamo in TV è stato un programma televisivo italiano di genere varietà musicale ideato e condotto da Paolo Limiti, andato in onda prima su Rai Due e poi su Rai Uno dal 10 giugno 1996 al 30 maggio 2002 nella fascia pomeridiana.

## Edizioni
| Edizione | Titolo                                 | Inizio            | Fine              | Rete    | Conduttore   | Regia                            |
| -------- | -------------------------------------- | ----------------- | ----------------- | ------- | ------------ | -------------------------------- |
| 1        | E l'Italia racconta                    | 10 giugno 1996    | 20 settembre 1996 | Rai Due | Paolo Limiti | Alida Fanolli                    |
| 2        | Ci vediamo in TV - Ieri, oggi e domani | 2 dicembre 1996   | 30 maggio 1997    | Rai Due | Paolo Limiti | Giuliano Nicastro                |
| 3        | Ci vediamo in TV                       | 29 settembre 1997 | 29 maggio 1998    | Rai Due | Paolo Limiti | Anna Forghieri, Alida Fanolli    |
| 4        | Ci vediamo in TV                       | 28 settembre 1998 | 28 maggio 1999    | Rai Due | Paolo Limiti | Giancarlo Nicotra                |
| 5        | Alle due su Rai 1                      | 27 settembre 1999 | 2 giugno 2000     | Rai Uno | Paolo Limiti | Lella Artesi, Giancarlo Nicotra  |
| 6        | Ci vediamo su Raiuno                   | 18 settembre 2000 | 8 giugno 2001     | Rai Uno | Paolo Limiti | Giancarlo Nicotra                |
| 7        | Ci vediamo in TV                       | 17 settembre 2001 | 30 maggio 2002    | Rai Uno | Paolo Limiti | Giancarlo Nicotra, Donato Sironi |

## Il programma
Si tratta di un programma rievocativo del passato, televisivo e non. C'è uno spazio dedicato agli animali (con i documentari di Emilio Nessi) ed uno per la storia di Hollywood, con appuntamenti monografici raccontati dal conduttore sui personaggi del cinema statunitense, sovente da lui direttamente conosciuti.
Grande spazio ha la musica del passato, riproposta da giovani interpreti lanciati dalla trasmissione come Stefania Cento, Valeriano Maspero, Edoardo Agnelli e Fabrizio Voghera, o da cantanti del passato, che grazie alla trasmissione hanno la possibilità di avere nuovo spazio anche con interpretazioni inedite: tra questi i più assidui come presenze sono Chiara Taigi, Nilla Pizzi, Wilma De Angelis, Narciso Parigi, Betty Curtis, Manuela Villa, Tiziana Rivale, Gilda Giuliani, Mirna Doris, Michele, Gennaro Cannavacciuolo, Giovanna, Irene Fargo, Alessandra e Anna Identici. L'orchestra è diretta dal M° Ettore Righello. 
Presenze fisse della trasmissione sono poi quelle della soubrette Justine Mattera, dell'imitatore Gigi Vigliani e del cane pupazzo Floradora.
Alcuni anni dopo la chiusura si parlerà di una sua riproposizione che tuttavia non avrà luogo. Nell'estate del 2012 su Rai 1 è trasmesso nella fascia del mezzogiorno E state con noi in TV, un programma molto simile nei toni e nei contenuti sempre condotto da Paolo Limiti.

## Spin-off
- Io amo gli animali: su Rai Due dal 26 ottobre 1998 al 28 maggio 1999. Condotto da Ramona Dell'Abate, precedeva il programma Ci vediamo in TV e si occupava di animali domestici.
- Giocajolly: in onda dal 29 novembre 1999 al 14 aprile 2000.
- Ciao amici: sostituisce Giocajolly dal 17 aprile al 26 maggio 2000.
- Si La Sol: basato sul format statunitense Face the music, era un quiz musicale che prevedeva ad ogni puntata la partecipazione di tre concorrenti in studio. In onda dal 2 ottobre 2000 dalle ore 14:05 alle 14:40, precedeva la soap Ricominciare che era stata programmata a metà tra Si la Sol e Ci vediamo su Rai Uno. Dall'8 gennaio al 9 marzo 2001 il quiz fu collocato alle 14:35, visto lo scambio di collocazione con la soap.

## Versione estiva
La trasmissione andava in onda nella stagione estiva con il meglio dell'edizione appena trascorsa.
- Il meglio di Ci vediamo in TV: su Rai Due dal 2 giugno al 26 settembre 1997, dalle 12:00 alle 13:00 con la prima parte e dalle 14:00 alle 15:30 con la seconda.
- Ci rivediamo in TV: su Rai Due dal 29 giugno al 25 settembre 1998, dalle 12:00 alle 13:00.
- Alle due su Rai Uno estate: su Rai Uno dal 5 giugno 2000 dalle 14:05 alle 16:30, in seguito dal 26 giugno al 28 luglio 2000, dalle 15:00 alle 16:20